# Ptisana novoguineensis
Ptisana novoguineensis är en kärlväxtart som först beskrevs av Rosenst., och fick sitt nu gällande namn av Murdock. Ptisana novoguineensis ingår i släktet Ptisana och familjen Marattiaceae. Inga underarter finns listade i Catalogue of Life.